# Najran Sport Club
Maillots
Dernière mise à jour : 15 février 2012.
Le Najran Sport Club (en arabe : نادي نجران الرياضي) est un club saoudien de football fondé le 23 juin 1981 et basé dans la ville de Najran.

## Palmarès
| Compétitions nationales                                         |
| --------------------------------------------------------------- |
| - Championnat d'Arabie saoudite D2 : - Vice-champion : 2006-07. |

## Anciens joueurs
- Al Hasan Al-Yami
- Yves Diba-Ilunga
- Dušan Đokić
- Farid Cheklam
- Tozin